# Kraftwerk Ebensand
Das Kraftwerk Ebensand ist ein kleines Laufwasserkraftwerk der illwerke vkw in Dornbirn im österreichischen Bundesland Vorarlberg. Ebensand ist nach dem 1891 erbauten Kraftwerk Rieden mit seinem Baujahr 1899 das zweitälteste Elektrizitätswerk in Vorarlberg. Zurzeit ist es das größte Kleinkraftwerk der illwerke vkw und liefert jährlich etwa 7 GWh an elektrischer Energie. Die Turbinen werden angetrieben von der Dornbirner Ach, die anschließend im Staufensee-Stausee aufgestaut wird und durch die Rappenlochschlucht abfließt.

## Geschichte

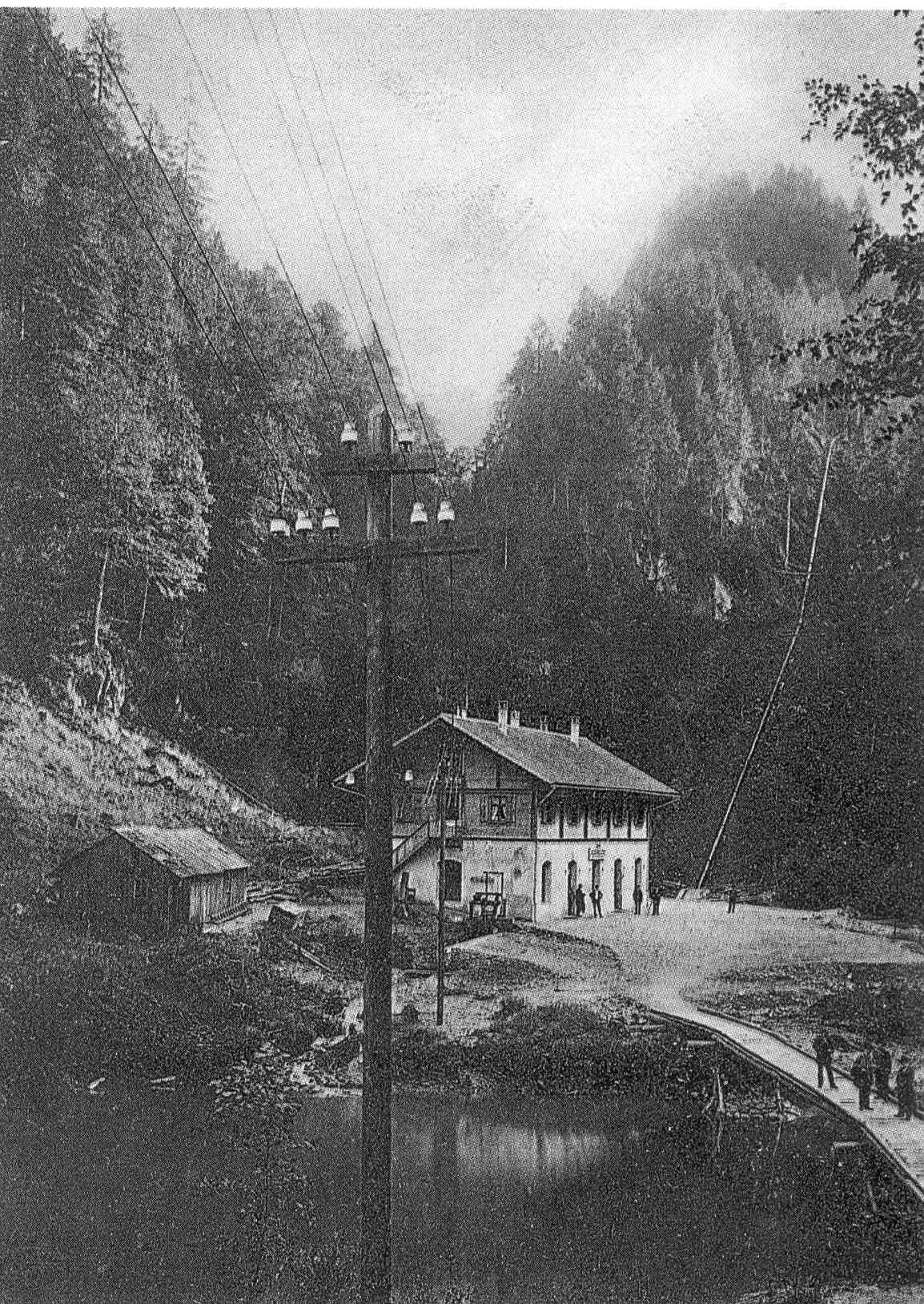
Kraftwerk Ebensand 1899

### Vorgeschichte
Ende des 19. Jahrhunderts wurde das „Comite für die Einführung der electrischen Beleuchtung in Dornbirn“ eingerichtet. Vorsitzender des Beleuchtungskomitees wurde der Industrielle Ignaz Rüsch. In der Folge wurden mehrere Projekte zur Errichtung eines Kraftwerks auf Dornbirner Gemeindegebiet geprüft, darunter auch Alternativen wie dampf- und kohlebetriebene Einrichtungen. Aus Kostengründen entschied man sich schließlich aber zugunsten eines Fließkraftwerks gegen die Dampfalternative. In die engere Wahl kamen Angebote der österreichischen Eisenbahnverkehrsanstalt und der Aktiengesellschaft Helios, welche Kraftwerke an der Ill beziehungsweise an der Bregenzer Ach planten. Als einziges Projekt auf Dornbirner Gemeindegebiet kam jenes der Firma Siemens & Halske schließlich zum Zug.
Ignaz Rüsch, dessen Unternehmen, die Rüsch-Werke, den kompletten wassertechnischen Teil des Projekts von Siemens & Halske zugesprochen bekommen hatte, trat vor der Abstimmung als Obmann des Beleuchtungskomitees zurück. Dennoch musste er letztlich aufgrund des Drucks der Opposition in der Gemeindevertretung seine Funktion als Obmann an den liberalen Politiker und Großindustriellen Viktor Hämmerle abgeben, ehe die Abstimmung durchgeführt werden konnte. Siemens & Halske stimmte dem Vertrag ebenso zu wie die Gemeindevertretung, die dies mit einem einstimmigen Beschluss am 22. Dezember 1897 tat.

### Kraftwerksbau
Errichtet wurde das Kraftwerk schließlich in den Jahren 1898–1899 im Auftrag der Gemeinde Dornbirn mit dem dazugehörenden Staufensee-Stausee. Der Stausee wurde zwar schon 1897 errichtet, seine Staumauer war aber durch den Kraftwerksbau entsprechend verstärkt und erneuert worden. Zuvor war dieser See nur zur Regulierung der Wasserdurchflussmengen der Dornbirner Ach genutzt worden, um das Holztriften zu unterstützen.
Das Unternehmen Ast & Co übernahm den Bau der Zuleitungsstollen sowie der Speicherbecken, das Kraftwerksgebäude selbst wurde vom Dornbirner Baumeister Johann Alois Albrich errichtet. Die bereits erwähnten Rüschwerke lieferten die Druckrohrleitungen sowie die Turbinenbestandteile. Zeitweise waren bis zu 300 Arbeiter gleichzeitig mit dem Bau des Kraftwerks beschäftigt, viele davon Experten für Tunnelarbeiten aus der italienischen Region Trentino-Südtirol. Die gesamten Errichtungskosten beliefen sich auf etwa eine Million Kronen. Ursprünglich wurde auch eine Druckleitung für die Fabrikanlagen im Gütle durch die an den Stausee anschließende Rappenlochschlucht geführt, die heute noch besteht.
Bereits im Oktober 1898 wurde der Zuleitungstunnel für das Kraftwerk feierlich durchgeschlagen, noch im selben Jahr wurde die erneuerte und nun 21 Meter hohe Staumauer des Staufensees fertiggestellt. Die 2,5 Tonnen schwere Schleuse des Wassersammlers wurde Anfang Juni 1898 in rund fünf Tagen zum Kraftwerk transportiert. Es waren dazu acht Pferde bzw. der Einsatz von Flaschenzügen erforderlich.  Im Februar 1899 wurden die Maschinen vom Bahnhof in Dornbirn zum Kraftwerksbau gebracht.

### Betrieb des Kraftwerks
Das Kraftwerk wurde 1898 von Siemens & Halske offiziell in Betrieb genommen. Das Wasser wurde nun im Schanerloch abgefasst und in einem zwei Kilometer langen, mit 13 Stollenfenstern versehenen Triebwasserstollen gespeichert. Im Stollen mit einer Querschnittsfläche von 2,1 m² konnten so 4400 m³ Wasser gespeichert werden. Siemens & Halske übernahm gemäß dem Vertrag mit der Gemeinde Dornbirn auch die Installation des Leitungsnetzes in Dornbirn, woraufhin am 6. Mai 1898 erstmals der Dornbirner Marktplatz mit elektrischem Licht beleuchtet werden konnte.
Im Jahr 1905 übernahmen die Kennelbacher Textilfabrikanten Jenny & Schindler, aus deren Unternehmen später die VKW entstanden, das Kraftwerk. Entscheidenden Einfluss hatte das Kraftwerk nicht nur auf die elektrische Straßenbeleuchtung in der Stadt, sondern auch auf den Bau der Elektrischen Bahn Dornbirn–Lustenau, einer 1901 errichteten elektrischen Straßenbahn.
Zwar ist das Kraftwerk auch heute noch in Betrieb, hat aber seine ursprüngliche Bedeutung weitestgehend verloren. Ebensand kann heute von Besuchergruppen besichtigt werden. Tagsüber kann zudem durch einen Eingang eine durch Glas abgetrennte Nische im Gebäude betreten werden, von der aus man einen guten Blick in das Halleninnere und auf die beiden Turbinen hat.

## Technik

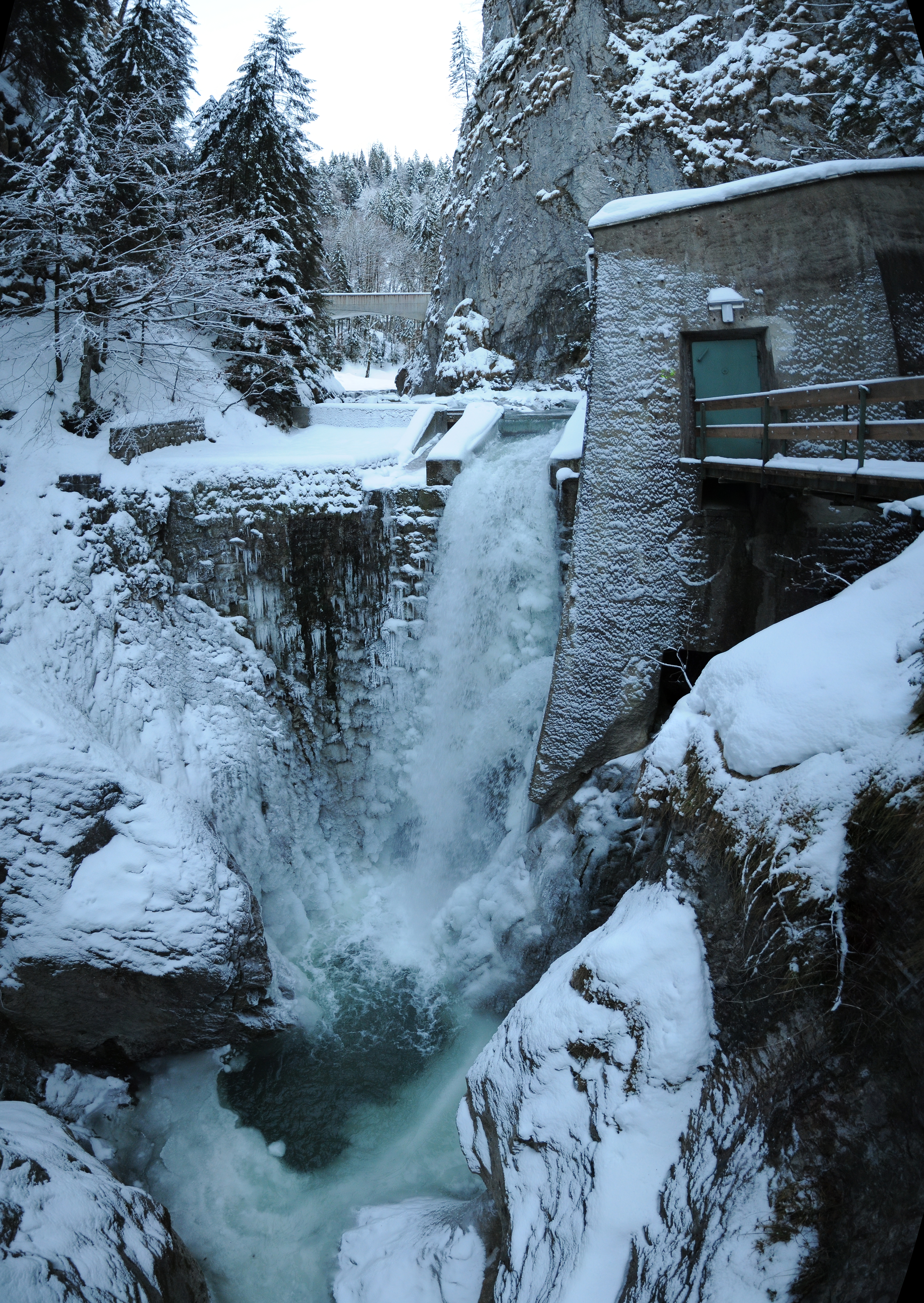
Wasserfassstelle Schanerloch

Abgefasst wird das Wasser beim „Schanerloch“, wo es über einen knapp zwei Kilometer langen Triebwasserstollen zum Ausgleichsbecken abgeleitet wird und anschließend über die etwa 450 m lange Druckrohrleitung dem Krafthaus zugeführt wird. Die Stromerzeugung erfolgt über zwei Peltonturbinensätze:
- Eine eindüsige Peltonturbine, hergestellt 1897 durch das Dornbirner Rüsch-Werke. Sie hat eine maximale Leistung von 200 kW und befindet sich (bis auf das Laufrad) noch im Originalzustand.
- Zwei zweidüsige Peltonturbinen, hergestellt 1953 durch die Maschinenfabrik Andritz, welche eine maximale Leistung von 1600 kW erbringen.

Die Turbinen werden in diesem Krafthaus mit einer Ausbauwassermenge von 1,3 m³/s angetrieben. Die Fallhöhe beträgt bis dahin 174 m. Die maximale Kraftwerksleistung beträgt 1,8 MW bei einer Jahreserzeugung von etwa 7 GWh, dies entspricht einer mittleren Kraftwerksleistung von rund 800 kW.

## Felssturz im Rappenloch
Am 10. Mai 2011 kam es in der Rappenlochschlucht um etwa 13.00 Uhr Ortszeit zu einem gewaltigen Felssturz, durch den auch die Rappenlochbrücke, die die Schlucht an ihrer engsten und zugleich spektakulärsten Stelle überquerte, mit in die Tiefe gerissen wurde. 
Aufgrund der durch den Felssturz verringerten Abflussmöglichkeit und der damit verbundenen Niveauanhebung des Wasserdurchflusses in diesem Teil der Rappenlochschlucht ist eine normale Austragung des Schwemm-Materials aus dem Stausee durch Hochwasser derzeit nicht mehr möglich, wodurch in wenigen Jahren eine Verlandung des Stausees droht. Dies hätte direkte Auswirkung auch auf die Funktion des Kraftwerks Ebensand.